# Oakland Athletics

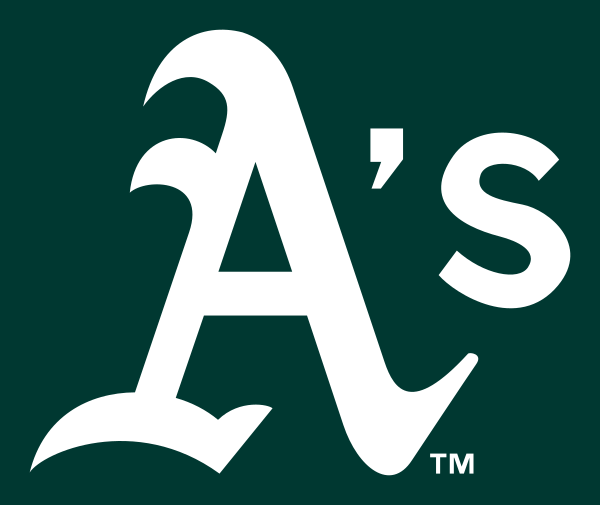
Cap Logo

Oakland Athletics, ook wel A's, is een Amerikaanse honkbalclub uit Oakland, Californië. De club werd opgericht in 1901 als Philadelphia Athletics. Het team is sinds 1968 in Oakland.
De Athletics spelen hun wedstrijden in de Major League Baseball. De club komt uit in de Western Division van de American League. Het stadion van de Athletics heet RingCentral Coliseum. Ze hebben de World Series negen keer gewonnen. Het vertrek uit Oakland is aanstaande. Na 2024 vertrekt de franchise na jaren van speculatie. De bedoeling is om in 2028 in Las Vegas te spelen. In de tussentijd wordt uitgeweken naar Sacramento. Over de verhuizing kwam vanuit de honkbalwereld veel protest, maar eigenaar John Fisher zette zijn plannen voort.

## Erelijst
Van 1901 t/m 1954 als Philadelphia Athletics, van 1955 t/m 1967 als Kansas City Athletics, en van 1968 t/m heden als Oakland Athletics.
- Winnaar World Series (9×): 1910, 1911, 1913, 1929, 1930, 1972, 1973, 1974, 1989
- Runners-up World Series (5×): 1905, 1914, 1931, 1988, 1990
- Winnaar American League (15×): 1902, 1905, 1910, 1911, 1913, 1914, 1929, 1930, 1931, 1972, 1973, 1974, 1988, 1989, 1990
- Winnaar American League West (17×): 1971, 1972, 1973, 1974, 1975, 1981, 1988, 1989, 1990, 1992, 2000, 2002, 2003, 2006, 2012, 2013, 2020
- Winnaar American League Wild Card (van 1994 t/m heden) (2×): 2001, 2020
- American League Wild Card Game (van 2012 t/m 2019 en 2021) (3×): 2014, 2018, 2019
- American League Wild Card Series (2020 en sinds 2022) (1×): 2020